# Patricia, vengadora
Patricia, vengadora es el capítulo diecinueve de la primera temporada de la serie de televisión argentina Mujeres asesinas. Este episodio se estrenó el día 22 de noviembre de 2005.
Este episodio fue protagonizado por Bárbara Lombardo en el papel de asesina. Coprotagonizado por Nahuel Pérez Biscayart y María Onetto. También, contó con las actuaciones especiales de Gonzalo Heredia y los primeros actores Mario Pasik y Mónica Galán. Y las participaciones de Geraldine Visciglio y Sergio Surraco.

## Desarrollo

### Trama
Patricia (Barbara Lombardo) es una joven de veinte años de clase media, que desde que es niña es abusada por su padre biológico (Mario Pasik). Además ella tiene a su hermano Marcelo (Nahuel Pérez Biscayart) que por ser gay, el mismo padre lo golpea brutalmente. La madre (María Onetto) si bien está presente pareciera no estarlo, pareciera no percatarse de todo lo que está sucediendo en la familia. Patricia junto con Marcelo se refugian el uno con el otro y ambos no encuentran escapatoria a este hombre. De todas formas Patricia hace terapia, pero al no contar suficientemente lo que sucede no encuentra ayuda alguna. Asimismo no puede mantener relaciones sexuales con su novio ni tener una vida plena; el padre si bien no abusa de ella, por momentos la presiona vigilándola y acercándose sin escrúpulos. Finalmente el padre se le acerca cuando ella se despierta en la mañana para ir a la universidad y la acosa verbalmente hablando, haciéndole recordar las cosas que le hacía de pequeña, ella se entra en pánico y él le dice que la va ayudar, para ello se acerca y le saca la ropa interior. Patricia sumamente asustada se encierra en el baño, y llama a su hermano por celular, quien se encuentra en el trabajo de su  novio. Éste se dirige a la casa velozmente en su auto, y mientras sigue hablando por teléfono con ella, sufre un accidente de tránsito en el cual muere. Patricia no puede creerlo y decidida mata a su padre con un cuchillo.

### Condena
Patricia V. fue procesada por homicidio agravado por el vínculo. Los peritos diagnosticaron que padece psicosis maníaco depresiva. Fue declarada inimputable. En la actualidad permanece internada en un instituto psiquiátrico.

## Elenco
- Mario Pasik
- Barbara Lombardo
- Nahuel Pérez Biscayart
- María Onetto
- Mónica Galán
- Gonzalo Heredia
- Geraldine Visciglio
- Sergio Surraco

## Adaptaciones
- Mujeres asesinas (Colombia): Patricia, la vengadora - Natalia Jerez[1]
- Mujeres asesinas (México): Patricia, vengadora - Damayanti Quintanar[2]
- Mujeres asesinas (Ecuador): Patricia, vengadora - Catherine Velastegui[3]
- Mujeres asesinas (Italia): Patrizia - Martina Stella[4]